# Cheng Wei-hao
Cheng Wei-hao (nacido en Kaohsiung, el 16 de mayo de 1984) es un director de cine y guionista taiwanés.

## Carrera
Nacido en Kaohsiung, Cheng se matriculó en la Universidad Católica Fu Jen y se graduó con una licenciatura en Publicidad y Relaciones Públicas. Después de graduarse, Cheng asistió a la Universidad Nacional de Artes de Taiwán, donde obtuvo una maestría en estudios cinematográficos.
En 2015, Cheng debutó en el largometraje con The Tag-Along, una película de terror basada en una leyenda urbana sobre una misteriosa joven vestida de rojo que sigue a un grupo de excursionistas; se cree que la joven es un fantasma de las montañas que maldice a la gente. The Tag-Along participó en varios festivales y recibió cuatro nominaciones en la 53 edición de los Golden Horse Awards. La película fue un éxito de taquilla, con una recaudación de 85 millones de dólares taiwaneses, convirtiéndose en la película de terror taiwanesa más taquillera hasta la fecha. En 2017 se estrenó el segundo largometraje de Cheng, una película de suspenso sobre una serie de misterios que giran en torno a un accidente de coche de un niño de nueve años, titulada Who Killed Cock Robin.
Su 5° largometraje Mi boda con un fantasma, estrenada en 2022, fue seleccionada como la candidata taiwanesa a la mejor película internacional en los Premios Óscar 2024.

## Filmografía
- The Tag-Along (2015)
- Who Killed Cock Robin? (2017)
- The Tag-Along 2 (2017)
- The Soul (2021)
- Mi boda con un fantasma (2022)